# Hans-Joachim Thilo

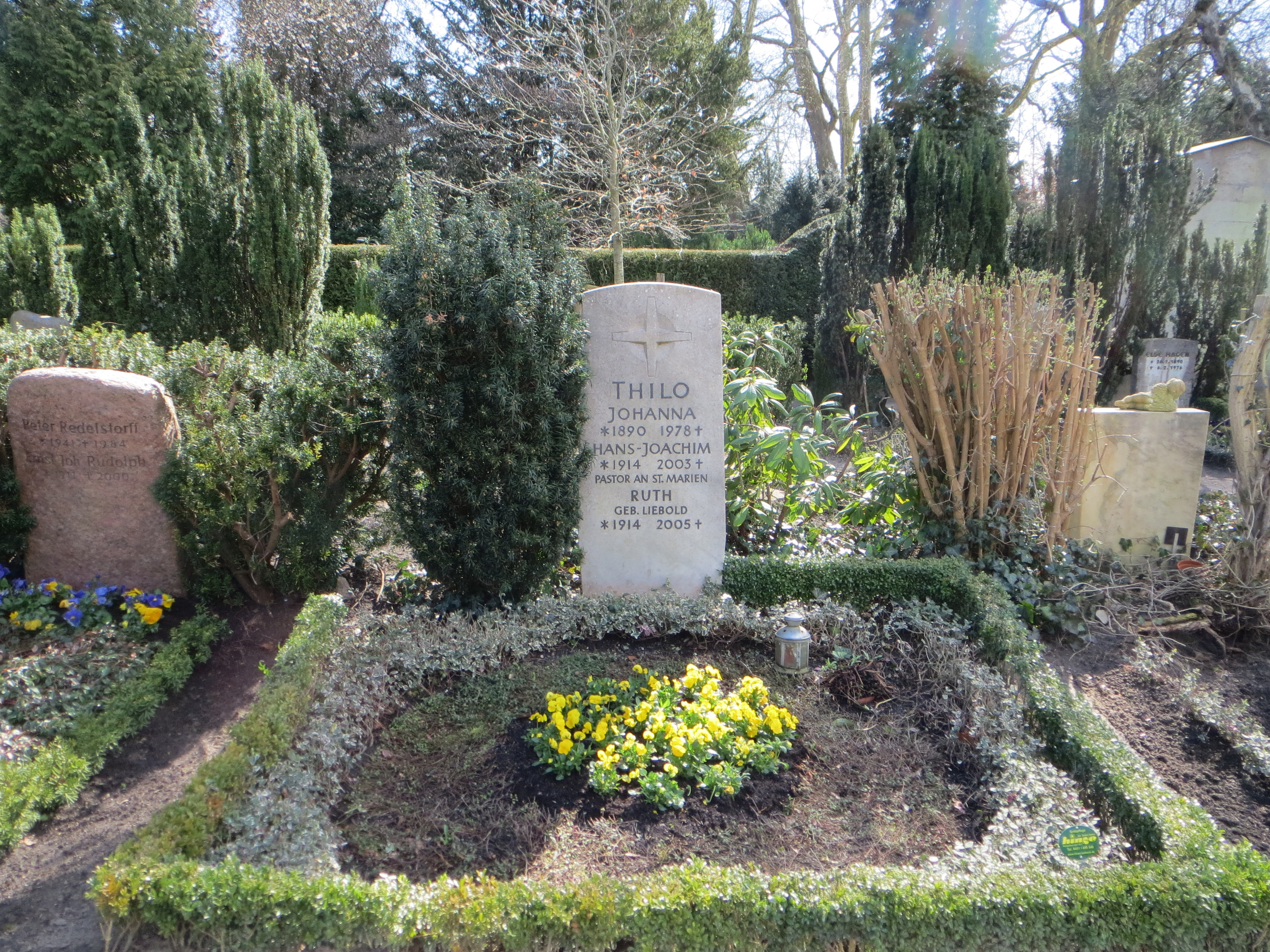
Grab auf dem Burgtorfriedhof

Hans-Joachim Thilo (* 28. März 1914 in Chemnitz; † 23. Januar 2003 in Lübeck) war ein deutscher lutherischer Theologe, Psychoanalytiker und Hochschullehrer.

## Leben
Nach dem Studium der evangelischen Theologie legte er 1937 die erste und 1939 die zweite theologische Prüfung ab. 1940 erhielt er eine Berufung an die Marienkirche in Pirna und wurde hier ordiniert. Im selben Jahr wurde er an der Universität Jena zum Doktor der Theologie promoviert. Seine Dissertation spiegelte seine damalige Begeisterung für das völkische Gedankengut der Deutschen Christen wider, die ihn auch zur Mitarbeit am Institut zur Erforschung und Beseitigung des jüdischen Einflusses auf das deutsche kirchliche Leben in Eisenach bewog.
Thilos Erfahrungen im Kriegsdienst, seine Verwundung bei Kiew und seine Kriegsgefangenschaft,  zunächst in Kanada, dann in England, führten ihn zu einem Umdenken und Neuanfang. Im Dezember 1947 kehrte er nach Deutschland zurück und erhielt eine Pfarrstelle der Kirchengemeinde am Lietzensee in Berlin-Witzleben. Gleichzeitig baute er hier die kirchliche Beratungsarbeit auf. Von 1956 bis 1961 wirkte er an der Deutschen Evangelisch-Lutherischen Kirche in Genf. Anschließend war er Referent an der Evangelischen Akademie Bad Boll, bis er 1966 zum Pastor der Marienkirche in Lübeck berufen wurde, wo er bis zu seiner Pensionierung wirkte.
1973 habilitierte er sich an der Universität Hamburg für das Fach Praktische Theologie. Er blieb Gemeindepastor, hielt jedoch regelmäßig Lehrveranstaltungen in Hamburg. 1979 wurde ihm der Titel Professor verliehen.

## Werk
Thilo war einer der ersten, die evangelische Theologie und Tiefenpsychologie miteinander ins Gespräch brachten. Sein Hauptwerk erschien 1957 unter dem Titel Der ungespaltene Mensch und wurde auch ins Niederländische und Englische übersetzt. Neben kleineren Schriften zu Beratung und Seelsorge wurde Die therapeutische Funktion des Gottesdienstes ein weiterer Schwerpunkt. Seine Erfahrungen mit Nationalsozialismus und Zweitem Weltkrieg verarbeitete er unter dem Titel Unter den Narben tut es noch weh.

## Schriften
- Der Einfluss des völkischen Erwachens auf das deutsche religiöse Leben. Jena, Theol. Diss., 1940
- Übernatürliche Kräfte. Berlin-Dahlem: Burckhardthaus, 1951
- Wenn Geschwister sich zanken. Stuttgart: Klett, 1953, 3. Auflage München: E. Reinhardt, 1965
- Das Opfer, das die Liebe bringt. Hamburg: Agentur des Rauhen Hauses 1954, 13 Auflagen bis 1970
- Festliche Höhepunkte im Kinderleben. Stuttgart: Klett, 1955
- Der ungespaltene Mensch. Göttingen: Vandenhoeck & Ruprecht, 1957
amerikanische Ausgabe: Unfragmented Man. Minneapolis: Augsburg Publishing House, 1964
niederländische Ausgabe: Overwinning van tweespalt. Nijkerk: Callenbach, 1961
- Verliebt-verlobt. Hamburg: Agentur des Rauhen Hauses, 1958
polnische Ausgabe: Zakochani - zare¸eczeni Warszawa: Wyd. Zwiastun, 1966
- The christian church comes to life, in Guthrie Moir Hg.: Beyond hatred. Lutterworth, London 1969, S. 115 – 126 (zu seiner Kriegsgefangenschaft)
- Chancen des XX. Jahrhunderts. Hamburg: Agentur des Rauhen Hauses, 1964
- Beten-wie macht man das? Hamburg: Agentur des Rauhen Hauses, 1961
- Wenn der Geduldsfaden reisst. Hamburg: Agentur des Rauhen Hauses, 1959; 3., neubearbeitete und erweiterte Auflage 1970
- Sex, Liebe, Kinder, und was evangelische Christen dazu sagen. Hamburg: Agentur des Rauhen Hauses 1969
- Psyche und Wort. Göttingen: Vandenhoeck und Ruprecht, 1974
- Der Weg zu zweit. Ein Ehekursbuch. Hamburg: Agentur des Rauhen Hauses, 1975; 3. Auflage 1981
- Ehe ohne Norm? Göttingen: Vandenhoeck und Ruprecht, 1978
- mit Hubert Feiereis: Basiswissen Psychotherapie. Kleines Repetitorium des wichtigsten Grundbegriffe tiefenpsychologisch orientierter Psychotherapie. Göttingen: Vandenhoeck und Ruprecht, 1980, ISBN 3-525-62179-5
- Die therapeutische Funktion des Gottesdienstes. Kassel: Stauda, 1985
- Beratende Seelsorge. Göttingen: Vandenhoeck und Ruprecht, 1971, 3. Auflage 1986
- Auf unsere alten Tage. Göttingen: Vandenhoeck und Ruprecht, 1987
- Frömmigkeit. München: Kösel, 1991
- Zwischen Zärtlichkeit und Zorn. Stuttgart: Quell, 1992
- Wie ein Stachel im Fleisch. München: Kösel, 1993
- Unter den Narben tut es noch weh. Göttingen: Vandenhoeck und Ruprecht, 1996
- Die andere Wahrheit. Von der Macht des geistlichen Dialoges. Münster: Lit, 2002